# Calizzano
Calizzano ligur nyelven Carizan, Caizàn, Caissàn, Carissàn, Carizan vagy Calizzan) település Olaszországban, Liguria régióban, Savona megyében. Lakosainak száma 1410 fő (2023. január 1.). Calizzano Bagnasco, Bardineto, Garessio, Magliolo, Massimino, Murialdo, Osiglia, Priola, Rialto és Bormida községekkel határos.

## Népesség
A település népességének változása:
| Lakosok száma | 1471 | 1483 | 1410 |
|               | 2017 | 2018 | 2023 |